# Primeiro-ministro da Ucrânia
 O Primeiro-ministro da Ucrânia (em ucraniano:  Прем'єр-міністр України, Prem'ier-ministr Ukrayiny) é o chefe de governo da Ucrânia, presidindo o Gabinete de Ministros da Ucrânia, que é o órgão máximo do poder executivo do governo ucraniano. O cargo substituiu o posto soviético de Presidente do Conselho de Ministros da RSS da Ucrânia, que foi estabelecido em 25 de março de 1946.
Desde a independência da Ucrânia da União Soviética em 1991, houve dezesseis primeiros-ministros, ou vinte, contando PMs atuantes. Arseniy Yatsenyuk foi o primeiro primeiro-ministro que veio do oeste da Ucrânia. Dois primeiros ministros nasceram no russo SFSR .
A atual primeira-ministra é Yulia Svyrydenko desde que ela foi empossada em 17 de julho de 2025.

## Nomeação
O primeiro ministro é nomeado pelo presidente com o consentimento da Verkhovna Rada. O consentimento é considerado concedido pelo parlamento quando uma maioria simples de seus membros constitucionais votam a favor do candidato indicado pelo presidente. A mais alta aprovação parlamentar até o momento foi recebida por Yulia Tymoshenko, que foi nomeada primeira-ministra em 4 de fevereiro de 2005 com 373 votos na Verkhovna Rada. Outros primeiros-ministros que receberam mais de 300 votos foram Arseniy Yatsenyuk (371), Yatsenyuk novamente em 2014 (341)  Vitold Fokin (332) e Leonid Kuchma (316).
O procedimento de concessão de consentimento pelo parlamento é geralmente precedido por vários dias de consultas abrangentes e entrevistas do candidato pelas facções parlamentares. A aprovação do legislativo não é uma mera formalidade. Alguns candidatos foram ratificados por uma margem estreita e um candidato pode ser recusado. Por exemplo, em 1999, Valeriy Pustovoitenko caiu três votos após ser novamente confirmado depois de ter apresentado a sua demissão na segunda posse do Presidente Leonid Kuchma em 1999. Kuchma escolheu Viktor Yushchenko como seu candidato alternativo. Outro exemplo é a aprovação da candidatura de Yuriy Yekhanurov (ele caiu três votos antes da aprovação, mas foi confirmado na segunda tentativa dois dias depois).
Após a reforma constitucional do final de 2004, o presidente ficou restrito em sua escolha de primeiro-ministro e foi virtualmente obrigado a nomear a pessoa proposta pela coalizão parlamentar. O primeiro-ministro, assim como todos os membros do poder executivo, não pode ser membro do parlamento .

## Vice-primeiro-ministro
O Primeiro Vice-primeiro-ministro, também conhecido como o primeiro vice, lidera o gabinete na ausência do primeiro-ministro devido a renúncia ou demissão. Entre os primeiros deputados mais notáveis estavam Yukhym Zvyahilsky e Mykola Azarov, que atuaram como primeiro-ministro em exercício por um período de tempo mais longo do que qualquer outro. Valentyn Symonenko, Vasyl Durdynets, Oleksandr Turchynov e outros também serviram como primeiro-ministro interino.
Além do Primeiro Vice-Primeiro-Ministro, há também vários outros vice-ministros que apóiam o Primeiro-ministro e podem estar encarregados de um ou mais ministérios. Em 1991-1992, o gabinete do Ministro de Estado também foi introduzido. Tradicionalmente, os vice-primeiros-ministros são responsáveis por uma área de política geral do governo estadual, como o Complexo Agroindustrial, Assuntos Humanitários, Assuntos Econômicos ou Política Regional. Em certas ocasiões, esses deputados também podem receber pastas ministeriais regulares, como aconteceu no Governo Azarov de 2010.

## Lista (1991 – presente)
- Lista de primeiros-ministros da Ucrânia

Desde a independência da Ucrânia da União Soviética em 1991, houve 15 primeiros-ministros (19 incluindo PMs em exercício). Yulia Tymoshenko foi a primeira mulher primeiro-ministro da Ucrânia. Antes da reeleição como primeiro-ministro de Mykola Azarov, Tymoshenko foi o primeiro-ministro mais antigo servindo por dois mandatos e um total de 1.029 dias (os dias que servem como primeiro-ministro interino não estão incluídos nesses números). Desde que Azarov foi reeleito como primeiro-ministro em 13 de dezembro de 2012, ele quebrou o recorde de Tymoshenko. Azarov renunciou em 28 de janeiro de 2014, devido a protestos públicos e protestos após o Euromaidan . Ele foi sucedido por Arseniy Yatsenyuk em 27 de fevereiro de 2014. Yatsenyuk anunciou que renunciaria como primeiro-ministro em 24 de julho de 2014; mas sua renúncia foi recusada pelo parlamento em 31 de julho de 2014, quando apenas 16 (dos 450) deputados votaram por sua renúncia, até que em 10 de abril de 2016, Yatseniuk renunciou o cargo, após 2 anos de governo.